# 122P/de Vico
122P/de Vico – kometa okresowa należąca do grupy komet typu Halleya.

## Odkrycie i nazwa
Kometę tę odkrył astronom włoski Francesco de Vico 20 lutego 1846 roku w rzymskim obserwatorium Collegio Romano.
W nazwie znajduje się zatem nazwisko odkrywcy.

## Orbita komety
Orbita komety 122P/de Vico ma kształt bardzo wydłużonej elipsy o mimośrodzie 0,96. Jej peryhelium znajduje się w odległości 0,66 j.a., aphelium zaś 34,7 j.a. od Słońca. Jej okres obiegu wokół Słońca wynosi 74,35 roku, nachylenie do ekliptyki to wartość 85,38˚.